# Adolfo Soto
Adolfo Francisco Soto Dreussi (Iturbe, 6 gennaio 1947) è un ex calciatore paraguaiano con cittadinanza spagnola naturalizzato argentino, di ruolo attaccante.

## Carriera
Dopo aver giocato nel campionato argentino, nel 1971 si trasferì al Las Palmas per giocare come oriundo nel campionato spagnolo.
Dal 1973 al 1975 militò nel Real Saragozza, dove fu parte della squadra passata alla storia come Los Zaraguayos, insieme ai suoi connazionali Blanco, Diarte e Arrúa.
Da lì passò al Cadice, dove concluse la sua esperienza nel calcio spagnolo nel 1977.